# التربية الدينية في التعليم الابتدائي والثانوي
التربية الدينية هو المصطلح الذي يطلق على التعليم المعني بالدين. قد يُشير إلى التعليم المقدم من قبل كنيسةٍ أو منظمةٍ دينيةٍ، لتعليم العقيدة والإيمان، أو للتعليم في جوانب مختلفةٍ من الدين، ولكن بدون أهدافٍ دينيةٍ أو أخلاقيةٍ صريحةٍ، على سبيل المثال في مدرسةٍ أو كليةٍ. غالبًا ما يُعرف المصطلح بالدراسات الدينية.

## إنجلترا
التربية الدينية (ت.د) مادةٌ إلزاميةٌ في نظام التعليم الحكومي في إنجلترا. يُطلب من المدارس تدريس برنامج للدراسات الدينية وفقًا للإرشادات المحلية والوطنية.
التربية الدينية في إنجلترا مُلزمٌ بموجب قانون التعليم لعام 1944، بصيغته المعدلة بموجب قانون إصلاح التعليم لعام 1988، وقانون المعايير المدرسية والإطار لعام 1998. يعتبر توفير التربية الدينية إلزاميًا في جميع المدارس التي تمولها الدولة، ولكنه ليس إلزاميًا لأي طفلٍ لدراسة هذا الموضوع. يشتمل الموضوع على دراسة الأديان المختلفة والزعماء الدينيين والمواضيع الدينية والأخلاقية الأخرى. ومع ذلك، فإن المناهج الدراسية مطلوبةٌ لتعكس المكانة السائدة للمسيحية في الحياة الدينية، وبالتالي تشكّل المسيحية غالبية محتوى الموضوع. يحق لجميع الآباء سحب الطفل من التعليم الديني، والذي يجب أن توافق عليه المدارس.
بالإضافة إلى ذلك، يُلزم القانون جميع المدارس بتقديم عبادةٍ جماعيةٍ يوميةٍ، يجب أن يكون 51٪ منها على الأقل مسيحيًا في الأساس على مدار العام الدراسي. صرحت سارة سمالي، رئيسة جمعية مفتشي التربية الدينية والمستشارين، أن بعض «المدارس لديها مشاكل في تلبية متطلبات العبادة» نتيجةً لما اعتقدوه بأن «عدم وجود مساحةٍ لتجميع المدرسة بأكملها للعبادة»، على الرغم من أن سمالي أشارت إلى أنه «لا يوجد في الواقع أي شرطٍ لمثل هذا التجمع، حيث يُسمح بمجموعاتٍ أصغر». اقترح الاتحاد الوطني للمعلمين في عام 2008 أنه يجب أن يكون للآباء الحق في الحصول على تعليمٍ محددٍ لعقيدتهم الخاصة، وأنه يجب دعوة الأئمة والحاخامات والكهنة لتقديم تعليمٍ دينيٍ للتلاميذ في جميع مدارس الدولة.
لكل ولاية قضائية حكومية في إنجلترا منهجٌ محليٌ متفقٌ عليه، والذي يعمل بمثابة تفويضٍ لنطاق وتسلسل مادة التدريس لكل مرحلةٍ رئيسيةٍ، وربما لكل عامٍ دراسيٍ؛ استخدام المناهج الدراسية إلزامي فقط لأنواعٍ معينةٍ من المدارس، مثل المدارس الطوعية الخاضعة للرقابة. المدارس المعانة الطوعية والمستقلة لها الحرية في تحديد مسار دراستها؛ كالمدارس المدعومة بالمناهج الدراسية، والمدارس الطوعية غير الطائفية. أصدرت هيئة المؤهلات والمناهج أيضًا الإطار الوطني غير القانوني للتعليم الديني، والذي يوفر إرشادات لتوفير التعليم الديني في جميع المراحل الرئيسية، ويضع نماذج للمستويات الثمانية كما هو مطبقٌ في موضوعات المناهج الوطنية.

## فرنسا
في فرنسا، تم استبدال التربية الدينية بالتعليم الأخلاقي غير الديني (يسمى التربية المدنية والقانونية والاجتماعية: éducation civique، judidique et sociale، ECJS). يمكن للأطفال أيضًا أن يتلقوا -على أساسٍ طوعيٍ- تعليمًا دينيًا، إما في مدرسةٍ دينيةٍ خاصةٍ، أو خارج المدرسة، في مجتمعهم الديني، إذا كانوا في مدرسةٍ عامةٍ (حكوميةٍ). على الرغم من أنه في بعض المناطق قليلة السكان، مثل الألزاس وموزيل، فإن كونكوردات عام 1801 القديمة لا تزال ساريةً بسبب الاحتلال الألماني في وقت فصل الكنيسة عن الدولة في فرنسا، والموقف القوي للسكان المؤيدين لذلك، فإن التعليم الديني هو إلزاميٌ، والإعفاء ضروريٌ إذا رفض الطفل متابعة التعليم الديني (الكاثوليكي أو البروتستانتي).

## أيرلندا
يتم تدريس الدين في أيرلندا في مادةٍ تسمى التربية الدينية، وهي مادةٌ إلزاميةٌ في العديد من المدارس للحصول على شهادة الابتدائية، ولكنها متاحةٌ كخيارٍ لشهادة التخرج. يقوم المساق بتثقيف الطلاب حول المجتمعات الدينية، وأسس أديان العالم الرئيسية، والنصوص المقدسة، والممارسات الدينية، والمهرجانات للمسلمين واليهود والهندوس والبوذيين والمسيحيين. يتعلم الطلاب أيضًا عن التغيير الديني في أيرلندا، ومعنى الحياة، والاستجابات الدينية وغير الدينية للبحث عن المعنى، والإلحاد، واللاأدرية وأشكال الاعتقاد الأخرى. يتم تعليم الطلاب أيضًا حول الأخلاق في عددٍ من الأديان المختلفة وقواعدهم الأخلاقية.

## إسرائيل
يشمل نظام المدارس الإسرائيلي مدارس حكومية؛ مدارس الدولة الدينية؛ المدارس المعترف بها والمدارس المعفاة، والتي يعتبر طلابها مستوفين للتعليم الإلزامي.

## اليابان
الرأي السائد هو أن التعليم الديني يتعارض مع الفصل الدستوري بين الدولة والدين. بدلاً من التعليم الديني، هناك موضوعٌ قصيرٌ ولكنه إلزاميٌ يسمى (道 徳 ど う と く، doutoku، «الأخلاق») في المدرسة الابتدائية، حيث يكون الغرض هو تعليم القيم الأخلاقية بدلاً من تدريس الأخلاقيات كموضوعٍ أكاديميٍ. وبالرغم من الموقف العلماني المعلن، فإن الإشارات إلى أغلبية الديانات من الشنتو والبوذية تتم أحيانًا في النصوص الطائفية.

## لبنان
نظرًا لكون لبنان دولةً علمانيةً بلا دينٍ للدولة، فمن المتوقع أن يكون للبنان موقفًا محايدًا فيما يتعلق بالتعليم الديني في مدارسه، والحال في البلاد، ليس كما في العديد من الدول الأوروبية والأمريكية. فليس لدى لبنان قانونٌ بما يتعلق بالتربية الدينية في مؤسساته التعليمية. يحق للمدارس اختيار تقديم التعليم الديني من عدمه. الصفوف الدينية ليست إلزاميةً، ولا ممنوعةً، ولا تحل محلها فصول «الأخلاق». تقدم المدارس الخاصة (المسيحية والمسلمة) دروسًا دينيةً إلزاميةً تعكس هويتهم الدينية. لا يأخذ الطلاب من الديانات الأخرى أي دروسٍ أثناء الصفوف الدينية، ولكن يمكنهم دائمًا التسجيل في صف التربية الدينية. تقدم المدارس الكاثوليكية دروسًا كاثوليكيةً فقط، وهي إلزاميةٌ للطلاب المسيحيين، ولكن يمكن للطلاب المسلمين الاشتراك فيها، وإذا لم يكن الأمر كذلك، فلا يأخذ المسلمون أي دروسٍ بالتوازي مع الفصول المسيحية. ولدى المدارس الحكومية برنامجٌ دينيٌ أكثر تحرراً. قد تعطي المدرسة الرسمية اللبنانية، أو لا تعطي، دروس التربيية الدينية، والتي تتعلق بالدين السائد للسكان في المنطقة التي تقع فيها المدرسة. يجب على الطلاب أخذ هذه الصفوف، سواءً كانوا مسيحيين أو مسلمين. يفضل في مدرسةٍ عامةٍ تقع في منطقةٍ مختلطةٍ عدم إعطاء دروس التربية الدينية، ما لم يتم التصويت عليها عكسًا من قبل السكان المحليين، فقد تكون فصول التربية الدينية مسيحية ومسلمة في نفس الوقت في هذه الحالة، وينقسم الطلاب عند حدوث ذلك.[بحاجة لمصدر]

## ماليزيا
يجعل نظام التعليم الماليزي الدراسات الأخلاقية إلزاميةً للطلاب غير المسلمين في المدارس الثانوية والابتدائية. يشارك الطلاب المسلمين بدلاً من ذلك في دروس الدراسات الإسلامية. توجد فصولٌ دينيةٌ خاصةٌ أو ما يسمى ب «الفصل الديني» في المدارس العادية، بالإضافة إلى المدارس الدينية التي تموّلها الحكومة «المدرسة الثانوية الوطنية الدينية» و «المدرسة الدينية الحكومية». يعتبر كلا الموضوعين من بين المواد السبع الإجبارية التي يقوم بها الطلاب من أجل الحصول على شهادة التعليم الماليزي. كان هناك جدلٌ كبيرٌ حول فائدة الموضوع «الأخلاقي»، ويرجع ذلك في المقام الأول إلى مخططات التصحيح الصارمة الموجهة نحو الامتحانات.

## النرويج
اعتبارًا من عام 2007، تلزم المادة 2 من دستور النرويج الآباء الإنجيليين - اللوثرية - بتوفير تربيةٍ دينيةٍ لأطفالهم. مع مراجعة الدستور في عام 2012، تم إلغاء هذا التفويض. في نظام التعليم، يوجد التعليم الديني في مادةٍ تسمى الآن KRLE (المسيحية والدين والتعليم الأخلاقي). يجب أن يكون ما لا يقل عن 50٪ من الموضوع عن المسيحية، ومع ذلك فقد تم رفض الوعظ منذ عام 1969.

## اسكتلندا
في المدارس الحكومية الاسكتلندية، يُطلق على التعليم الديني اسم التربية الدينية والأخلاقية من سن 5 إلى 14 عامًا، والدراسات الدينية والأخلاقية والفلسفية من 14 إلى 18 عامًا.
غالبية المدارس الحكومية غير طائفية، ولكن نتيجةً لقانون التعليم لعام 1918، تم إنشاء مدارس حكوميةٍ طائفيةٍ منفصلةٍ. الغالبية العظمى من مدارس الدولة الطائفية هي من الروم الكاثوليك، ولكن هناك أيضًا عددًا من المدارس الأسقفية الاسكتلندية. تم بناء المباني المدرسية وصيانتها من قبل الكنيسة الرومانية الكاثوليكية، وتم تسليمها إلى الدولة بموجب قانون التعليم. منذ ذلك الحين، يتم تمويل المدارس الكاثوليكية بالكامل من قبل الحكومة الاسكتلندية، وتديرها مديرية التعليم والتعلم مدى الحياة. كجزءٍ من الاتفاق، هناك أحكامٌ قانونيةٌ محددةٌ لضمان تعزيز الروح الكاثوليكية في مثل هذه المدارس: يجب أن تتم الموافقة على المتقدمين لشغل وظائف في مجالات التعليم الديني، أو التوجيه، أو الإدارة العليا، من قبل الكنيسة الكاثوليكية الرومانية في اسكتلندا، والتي أيضًا تعين قسيسًا لكل مدرسةٍ من مدارسها. وتوجد أيضًا مدرسةٌ ابتدائيةٌ يهوديةٌ واحدةٌ.

## جنوب أفريقيا
تنص السياسة الوطنية لجنوب إفريقيا بشأن الدين والتعليم التي تم تبنيها في سبتمبرعام 2003 على تعليم الدين، أي التعليم حول الأديان المتنوعة، والذي لا يروّج لأي دينٍ معينٍ في مناهج المدارس العامة. لكن لا تنطبق هذه السياسة على المدارس الخاصة.

## الشرق الأوسط
تقدم غالبية دول الشرق الأوسط دراساتٍ دينيةً إلزاميةً في المدارس الخاصة والحكومية. يمكن أن تستند الدراسات الدينية في المدارس الخاصة إلى المعتقدات الدينية للطالب ويمكن للمدرسة الالتزام بها.

## روابط خارجية
- التربية الدينية والأخلاقية، مناهج التميز، اسكتلندا
- التربية حول الأديان والمعتقدات، مصدر عالمي[1]